# Berzele
Berzele (titlu original: Storks) este un film de animație și comedie din anul 2016 produs de studioul Warner Animation Group, Este regizat și scris de Nicholas Stoller și Doug Sweetland. Vocile sunt asigurate de Ty Burrell, Katie Crown, Jennifer Aniston și Andy Samberg. Varianta dublată este asigurată de: Smiley, Pavel Bartoș, Mihai Chițu, Lidia Buble și Dorian Boguță.

## Distribuție
- Andy Samberg - Junior
- Katie Crown - Tulip
- Kelsey Grammer - Hunter
- Keegan-Michael Key - Alpha
- Jordan Peele - Beta
- Jennifer Aniston - Sarah Gardner
- Ty Burrell - Henry Gardner
- Stephen Kramer Glickman - Pigeon Toady
- Danny Trejo - Jasper
- Christopher Nicholas Smith - Dougland
- Awkwafina - Quail